# Empok Nor
"Empok Nor" és el 24è episodi de la cinquena temporada de la sèrie de televisió de ciència-ficció estatunidenca Star Trek: Deep Space Nine, el 122è de tota la sèrie. Originalment es van emetre en redifusió a partir del 19 de maig de 1997. El guió fou escrit per Bryan Fuller i Hans Beimler i fou dirigit per Mike Vejar.
Ambientada al segle XXIV, la sèrie segueix les aventures a Espai Profund 9, una estació espacial situada prop d'un forat de cuc estable entre els Quadrants Alfa i Gamma de la Via Làctia, prop del planeta Bajor, mentre els bajorans es recuperen d'una brutal ocupació de dècades pels imperialistes cardassians. El Quadrant Gamma acull un imperi hostil conegut com el Domini, governat pels Fundadors que canvien de forma. A les temporades mitjanes de la sèrie, la Federació està amenaçada tant per l'Imperi Klíngon com pel Domini. En aquest episodi, Miles O'Brien, el cap d'operacions de Espai Profund 9, dirigeix un equip a l'estació espacial cardassiana abandonada Empok Nor per rescatar equipament per a Espai Prfofund 9. Per aconseguir aquesta missió, cal superar trampes, incloent-hi dos soldats cardassians que esperen a l'estació per eliminar els intrusos.

## Argument
El cap O'Brien ha de substituir un component defectuós de la maquinària d'Espai Profund 9. L'única manera d'obtenir un reemplaçament és rescatant-lo d'"Empok Nor", una estació espacial cardassiana abandonada construïda amb el mateix disseny que "Espai Profund 9". L'equip de rescat està format per O'Brien, l'exespia cardassià Garak, el cadet Nog, els enginyers Pechetti i Boq'ta, i els oficials de seguretat Stolzoff i Amaro. Com que els cardassians instal·len trampes explosives a les instal·lacions abandonades contra intrusos no cardassians, Garak és portat per ajudar a desarmar les mesures de seguretat, i Garak aprofita el temps per parlar d'O'Brien i les seves accions com a soldat a Setlik III contra els cardassians.
A l'estació abandonada, l'equip descobreix dos tubs d'estasi buits i recentment desactivats, i un tercer amb un soldat cardassià mort, l'uniforme del qual el marca com a membre d'un batalló d'elit i despietat. De sobte, el runabout de l'equip visitant es desprèn de l'estació i explota, deixant-los atrapats a dins sense cap manera d'anar a buscar ajuda i sota l'amenaça dels dos cardassians recentment despertats. L'equip es divideix en grups per continuar el rescat i intentar establir comunicacions.
Els soldats cardassians embosquen metòdicament i eliminen Pechetti i Stolzoff. Garak decideix passar a l'ofensiva i localitzar els soldats enemics ell mateix. Torna després de matar-ne un i explica el seu descobriment que els soldats havien estat sotmesos a drogues psicotròpiques que amplifiquen les seves tendències xenòfobes naturals. El segon soldat embosca Boq'ta, però Garak emergeix i el mata abans que pugui matar Amaro, només per apunyalar-lo ell mateix.
O'Brien i Nog descobreixen Amaro, que els explica el que va passar, abans de morir a causa de les seves ferides. O'Brien s'adona que Garak ha estat afectat per la mateixa droga que els soldats i es disposa a aturar-lo. Garak captura Nog, utilitzant-lo per fer sortir O'Brien. O'Brien consent a deixar les armes i enfrontar-se a Garak en un combat cos a cos, però el desactiva amb la seva pròpia trampa, havent manipulat el seu faser perquè exploti.
Els tres són rescatats després de recollir les peces que necessitaven. De tornada a "DS9", O'Brien visita Garak a la infermeria. Garak expressa el seu sincer pesar per les seves accions; O'Brien l'informa que hi haurà una investigació, però es deixarà clar que Garak no va ser responsable de les seves accions. Garak comenta que va tenir sort que el faser no el matés, però O'Brien admet que havia tingut la intenció que fes exactament això.

## Producció

### Escriptura
Aquest episodi va ser un dels primers escrits per Bryan Fuller, que va escriure desenes d'episodis més de la franquícia Star Trek. Fuller va començar com a escriptor a través de la política de presentació oberta de Star Trek en aquell moment, i la seva presentació per a una trama de Deep Space Nine va ser acceptada. Després que el seu segon guió per a DS9 fos acceptat, va ser contractat com a escriptor per a Star Trek: Voyager.

### Actors convidats
- Andrew J. Robinson - Garak
- Aron Eisenberg - Nog
- Tom Hodges - Pechetti
- Andy Milder - Boq'ta
- Marjean Holden - Stolzoff
- Jeffrey King - Amaro

## Recepció
Keith DeCandido de Tor.com va donar a l'episodi un quatre de deu.
Zack Handlen de The A.V. Club la va qualificar d'"esgarrifosa, emocionant i terrorífica alhora; l'únic defecte real del guió és la negativa a aprofundir molt més en la superfície de la seva premissa del que requereix la tensió".
Den of Geek va classificar aquest episodi com el 13è millor escrit per Bryan Fuller, en una revisió dels seus episodis.
El 2017, H&I va assenyalar que aquest episodi presentava contingut esgarrifós o inquietant de Star Trek.El 2018, The Gamer va classificar aquest com un dels 25 episodis més esgarrifosos de tots els Star Trek. Van classificar aquest episodi com un gènere de thriller psicològic i slasher.
El 2019, Screen Rant va classificar aquest com el desè millor episodi del personatge Nog, destacant com ajuda Miles O'Brien tot i ser un ostatge. El 2021, van classificar "Empok Nor" com el setè episodi més terrorífic de tots els episodis de televisió de la franquícia Star Trek, i van comentar que "Empok Nor" és un dels episodis més inquietants de Star Trek de tots els temps.